# Hofheim am Taunus
Hofheim am Taunus is een plaats in de Duitse deelstaat Hessen. Het is de kreisstadt van de Main-Taunus-Kreis. De stad telt 39.905 inwoners.

## Geografie
Hofheim am Taunus heeft een oppervlakte van 57,38 km² en ligt in het centrum van Duitsland, iets ten westen van het geografisch middelpunt.

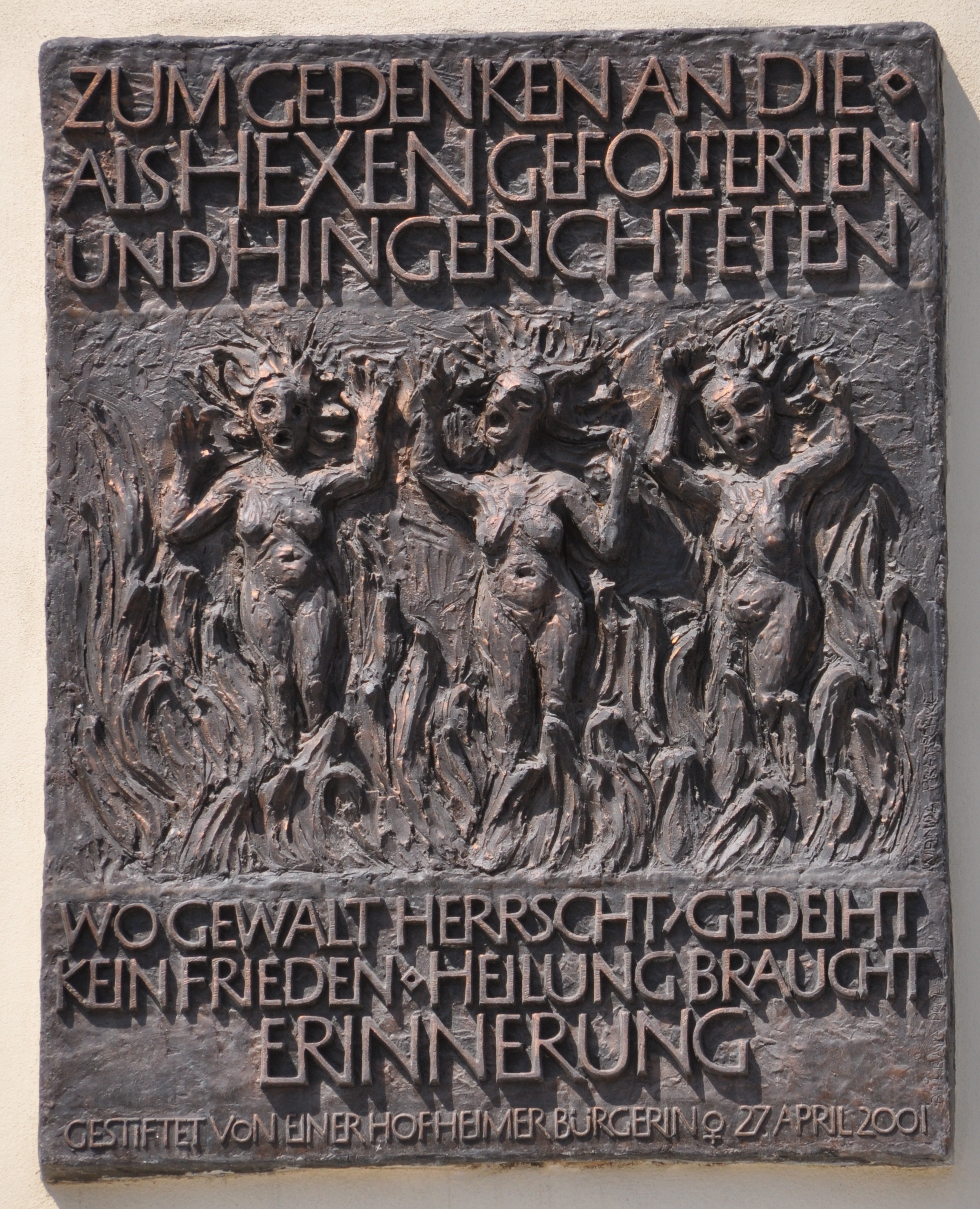
Gedenkteken voor de als heks ter dood gebrachte vrouwen op de heksentoren van Hofheim am Taunus

Bad Soden am Taunus · Eppstein · Eschborn · Flörsheim am Main · Hattersheim am Main · Hochheim am Main · Hofheim am Taunus · Kelkheim · Kriftel · Liederbach am Taunus · Schwalbach am Taunus · Sulzbach